# Clark County (Kansas)
Clark County je okres ve státě Kansas v USA. K roku 2010 zde žilo 2 215 obyvatel. Správním městem okresu je Ashland. Celková rozloha okresu činí 2 531 km².